# Tienko
Tienko este o comună din departamentul Minignan, regiunea Folon, Coasta de Fildeș.